# 加勒比斜鋸牙鯊
加勒比斜锯牙鲨（学名：Rhizoprionodon porosus），是軟骨魚綱真鯊目真鲨科斜锯牙鲨属一种，被IUCN列為易危保育類動物，分布於西大西洋加勒比海南至烏拉圭海域，深度可達500公尺，本魚體延長且粗壯，頭部扁平，吻尖細長，上唇溝短，背鰭2個，第一背鰭起點通常位於胸鰭尖端上方，第二背起點從肛門中基部上方，體上面棕色或灰棕色，下面白色，有時側面有白色斑點，鰭有白邊，體長可達113公分，體重可達7.5公斤，棲息在沿海海灣及河口區，屬肉食性，以甲殼類、頭足類及硬骨魚為食，胎生，具經濟價值的食用魚。

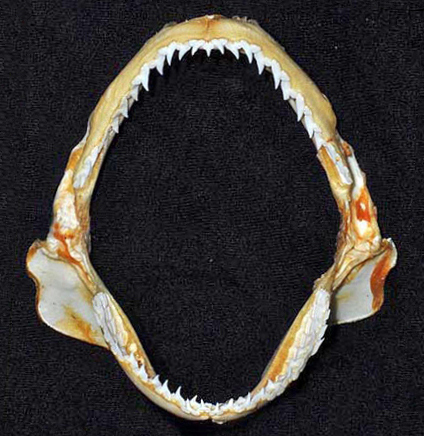
上下頷
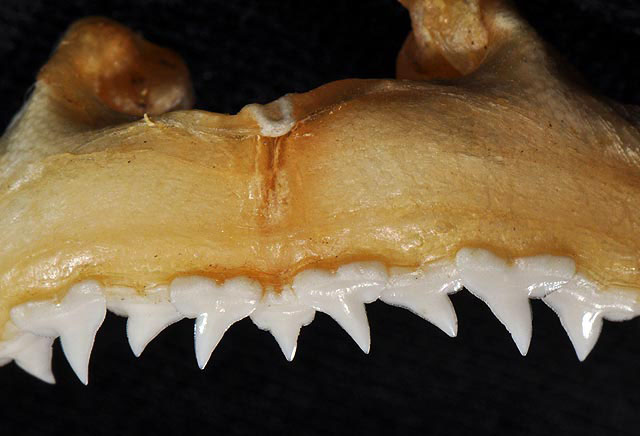
上排牙齒
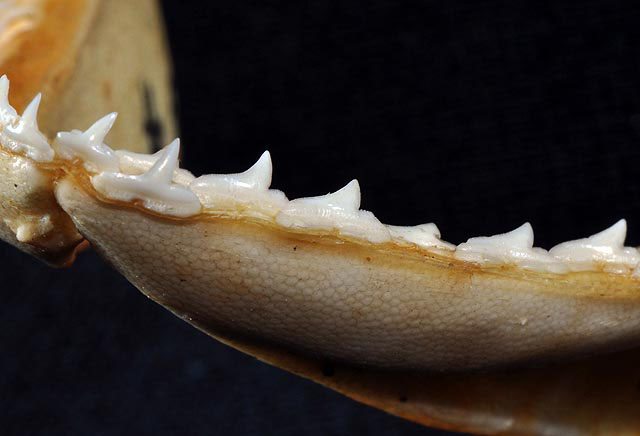
下排牙齒